# Blažkov (Slavoňov)
Blažkov (německy Blaschkow) je malá vesnice, část obce Slavoňov v okrese Náchod. Nachází se asi 1 km na západ od Slavoňova. Prochází zde silnice II/285. V roce 2021 zde bylo evidováno 22 adres. V roce 2001 zde trvale žilo 49 obyvatel.
Blažkov leží v katastrálním území Blažkov u Slavoňova o rozloze 1,43 km2.